# 穴祝蛾属
穴祝蛾属（学名：Caveana）是曲角蛾科下的一个属。

## 下属物种
本属包括以下物种：
- Caveana diemseoki Park, 2010
- Caveana dondavisi Park, 2013
- Caveana plenalinea Park & Bae, 2017
- 新穴祝蛾 Caveana senuri Park, Heppner & Bae, 2013